# Diego Llorente
Diego Javier Llorente Ríos (Madrid, España, 16 de agosto de 1993),es un futbolista español que juega de defensa en el Real Betis Balompié de la Primera División de España.

## Trayectoria

### Categorías inferiores (2002-2012)
En julio de 2002, a un mes de cumplir los nueve años, Llorente llegó a las categorías inferiores del Real Madrid C. F. militando en el Benjamín A. Por ellas fue ascendiendo y formándose como jugador. Desde ese año hasta 2017 estuvo vinculado al club madrileño.
Llorente participó en uno de los torneos de cantera más de más renombre de España, el Torneo de Brunete (más tarde Torneo Nacional Alevín de Fútbol 7) donde su equipo acabó siendo eliminado en las semifinales por el Real Club Deportivo Español en la tanda de penaltis (resultado del encuentro de 1 a 1). En 2007, con el equipo Cadete B fue campeón del torneo Memorial Gaetano Scirea. El equipo de Llorente vivió un nuevo tropiezo al ser eliminado en la tanda de penaltis en la Copa Puskas Suzuki 2010 frente al Panathinaikos. Diego Llorente, como capitán madridista expresó en las declaraciones previas al encuentro que el nivel de ese torneo era "muy alto" y que iban con "un gran respeto para todos los equipos”, que Panathinaikos sería “un rival muy complicado”. Afirmó también que "a los torneos hay que ir con mucha competitividad, y esperar siempre ser primeros, pero si no puede ser, al menos haber dado el máximo en todos los partidos". Ese año el Juvenil C se alzó con el trofeo del Grupo 1 de la Primera Autonómica Juvenil siendo campeón de la fase regular.

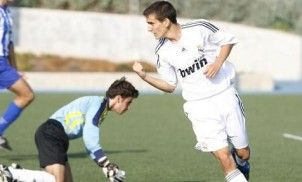
Diego Llorente tras marcar gol al Siete Picos Colmenar (Juvenil C)

Con el Juvenil B se alzó con el trofeo de División Nacional Juvenil, además de otros trofeos de pretemporada como el torneo juvenil de Silleda o también fue campeón de la Talent Cup y tras ello se llegó a la temporada de más exigencia en la cantera: el Juvenil A.
El equipo de Llorente tuvo un buen inicio ya que ganó el Torneo de Laredo y fue subcampeón del Torneo Internacional de Guarda (Portugal). A partir de ahí comenzó la fase regular, donde no obtuvo buenos resultados frente a los rivales directos. Tuvo un inicio regular al perder el primer partido  contra el Rayo Vallecano de Madrid y empatar poco después con el Club de Fútbol Rayo Majadahonda). Esto hizo que el Juvenil A estuviera por detrás de sus competidores, y terminara la División de Honor Juvenil de España en tercera posición. No habría Copa de Campeones de División de Honor Juvenil cuando únicamente quedaba por disputarse la Copa del Rey Juvenil de Fútbol, donde el Fútbol Club Barcelona Juvenil "A" eliminó a los blancos en la final. Diego no jugó la misma.
En el plano goleador, Llorente marcó tres goles esa temporada: dos de ellos en noviembre de 2011 frente al Getafe (victoria blanca por 5 a 1) y frente al Diocesano, en un partido que se saldó con empate a 4.

### Real Madrid C (2012-2013)
Tras un periodo jugando en categorías inferiores del Real Madrid C. F. acabó ascendiendo al Real Madrid Club de Fútbol "C". Su primer partido con el conjunto madridista fue un amistoso contra el Club Deportivo Guadalajara (España), donde los madrileños se impusieron por 5 a 3. En la temporada 2012-13 debutó profesionalmente con el Real Madrid Club de Fútbol "C" en la Segunda División "B". Su primer encuentro en la categoría fue en una visita al Caudal Deportivo que se saldó con empate a un gol.
Esa misma temporada pudo debutar tanto con el primer filial blanco, el Real Madrid Castilla Club de Fútbol, como con el primer equipo, el Real Madrid Club de Fútbol, debutando así en las máximas categorías del fútbol español como jugador profesional de la Liga Nacional.
Al cabo del año Llorente jugó 16 partidos logrando marcar un único gol frente al Coruxo Fútbol Club. En cuestión de juego, ocupó una variedad de posiciones. Jugó en todos los frentes de la defensa.

### Real Madrid Castilla C. F.
El 24 de marzo de la citada temporada 2012–13 debutó profesionalmente con el primer equipo filial del club, el Real Madrid Castilla Club de Fútbol en un partido correspondiente a la Segunda División frente al Córdoba Club de Fútbol. Entró en sustitución del lesionado Iván González en la victoria por 4-0 en el Estadio Alfredo Di Stéfano. Si bien no era la primera vez que jugaba con la camiseta de este equipo, en febrero de ese mismo año, jugó un partido contra la selección española sub-20 que acabó con victoria madridista con un resultado de 0 a 5.

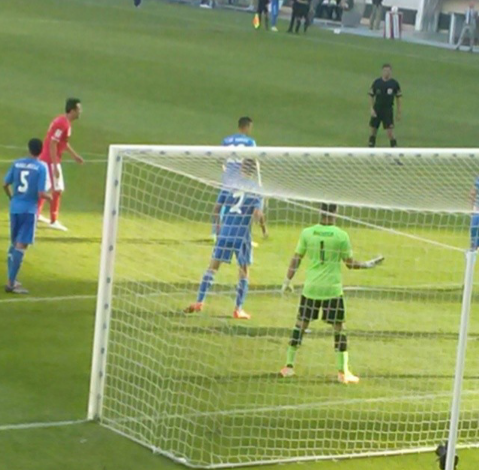
Diego Llorente (dorsal 2) jugando frente al Real Murcia Club de Fútbol

Para la temporada 2013-14 el jugador pasó a formar parte de la disciplina del primer equipo filial. En esa temporada ocupó una variedad de posiciones. A pesar de iniciar la temporada como lateral derecho, las lesiones, y lo disputado de algunas posiciones, le obligaron a desplazarse a la posición de central. El Real Madrid Castilla Club de Fútbol peleó durante esa temporada por salvarse del descenso, pero, en el último partido frente al Real Murcia Club de Fútbol se materializó el descenso del equipo. La prensa llegó a calificar esta situación como fracaso. Tras la destitución de Alberto Toril, José Manuel Díaz Fernández fue desgnado nuevo entrenador. Bajo su dirección, el equipo estuvo cerca de conseguir el ascenso, pero a pesar de que el Real Madrid Castilla Club de Fútbol llegó dependiendo de sí mismo al último partido, el Real Murcia Club de Fútbol se impuso a los madrileños por un resultado de 1 a 0. Diego Llorente decidió pronunciarse en su cuenta de Twitter sobre la situación del equipo.
Durante la temporada Diego Llorente se convirtió en un habitual del once titular, jugando 31 partidos de inicio. Pudo aportar un gol frente al Centre d'Esports Sabadell Futbol Club. Su pareja habitual en el centro de la zaga fue Leandro Cabrera. El reverso negativo de la temporada fueron las lesiones que sufrió. Especialmente graves fueron dos de ellas: una fractura de nariz que sufrió frente al Hércules de Alicante Club de Fútbol al inicio de la temporada, y especialmente, el traumatismo craneoencefálico moderado que sufrió en el partido frente al Girona Futbol Club. Julio de la Morena, médico del Real Madrid Castilla Club de Fútbol viendo la gravedad de la situación, atendió al jugador blanco, a pesar de ser expulsado por el colegiado.
El 13 de agosto, frente a la Agrupación Deportiva Alcorcón en un amistoso, portó por primera vez el brazalete de capitán en el equipo castillista como titular. Ya lo sostuvo en otra ocasión -como suplente- ante la Sociedad Deportiva Eibar en la campaña anterior.
El curso siguiente -como segundo capitán- fue de los mejores jugadores del equipo en el plano defensivo, siendo el central más utilizado por su nuevo entrenador, Zinedine Zidane marcando además tres goles. Volvió a sufrir un contratiempo relacionado con su salud que finalmente resultó no revestir gravedad.

### Real Madrid C. F.
Unos días antes, el 11 de mayo, el jugador fue convocado con el primer equipo para un partido de Liga frente al Real Club Deportivo Español, pero finalmente no disputó ningún minuto en lo que fue su segunda convocatoria oficial. El 1 de junio finalmente debutó en el primer equipo del Real Madrid, cuando entró en sustitución de Álvaro Arbeloa para disputar los últimos minutos del encuentro frente al Club Atlético Osasuna en el Estadio Santiago Bernabéu de la mano de José Mourinho.
Tuvo más oportunidades con el primer equipo, siendo la más importante de ellas los minutos que pudo disfrutar en la Jornada 33 del campeonato liguero frente a la Unión Deportiva Almería de la mano de Carlo Ancelotti tras sustituir a Fábio Coentrão, de nuevo en el Estadio Santiago Bernabéu. Tras el partido fue entrevistado por Real Madrid Televisión donde afirmó que: "Cualquier segundo que se juegue en el Bernabéu es un privilegio y defender este escudo es lo máximo".
El 16 de abril se proclamó campeón de la Copa del Rey tras entrar en la lista de 20 convocados (su décima convocatoria oficial como blanco). A pesar de ser uno de los descartes junto a Jesús Fernández Collado, presenció la final entera en Mestalla junto a los lesionados como Cristiano Ronaldo y después del partido bajó al campo a recibir el trofeo. En esa misma edición de copa, también fue convocado frente al Club Deportivo Olímpic de Xàtiva en el partido de vuelta, llegando a figurar entre los suplentes.
Diego Llorente fue convocado para quince partidos del Real Madrid hasta el 18 de mayo de 2015
Temporada 2012-2013: Real Sociedad de Fútbol, Real Club Deportivo Español y Club Atlético Osasuna.
Temporada 2013-2014: Villarreal Club de Fútbol, Real Valladolid Club de Fútbol (por partida doble), FC Copenhague, Valencia Club de Fútbol, Club Deportivo Olímpic de Xàtiva, Unión Deportiva Almería y Fútbol Club Barcelona. Temporada 2014-2015: Levante Unión Deportiva, Unió Esportiva Cornellà, Club Atlético de Madrid y Unión Deportiva Almería.
También jugó 45 minutos en un amistoso contra el París Saint-Germain Football Club el 2 de enero de 2014.
El 21 de julio de 2014 entró en la convocatoria del primer equipo llamado por Carlo Ancelotti para disputar la International Champions Cup 2014 en la gira americana de pretemporada, jugando el primer partido como titular en el lateral izquierdo frente al Inter de Milán durante los 90 minutos. Este fue el primer partido completo que jugó con el primer equipo. En la misma gira, también disputó un encuentro contra la Associazione Sportiva Roma. Jugó 25 minutos, pues fue suplente tras saltar al campo para el tramo final del partido.
Su tercer partido oficial con la camiseta del primer equipo sería ante la Unió Esportiva Cornellà. Se incorporó en la reanudación de la segunda parte.
También jugó algunos minutos en el encuentro amistoso de año nuevo frente al AC Milan. Con ello concluyeron sus actuaciones del tercer año con el primer equipo.

### Rayo Vallecano
El 14 de julio de 2015 el Rayo Vallecano de Madrid oficializó el fichaje del central madrileño. Al fin Diego Llorente tendría la posibilidad de completar un año entero en la Primera División de España aunque lo haría con ficha del filial y con el dorsal 27 a la espalda. No fue impedimento para el defensa que debutó de manera no oficial ante el Eintracht Braunschweig (17 de julio de 2015) y de manera oficial en la jornada 1 ante el Valencia Club de Fútbol el 23 de agosto de 2015 dejando ciertas muestras de nerviosismo en el primer acto pero siendo vital en el tramo final del encuentro sirviendo para lograr el primer punto de la temporada (empate a 0). Se convirtió en un fijo para Paco Jémez que le alineó en 33 partidos oficiales de Liga y en 4 de Copa del Rey finalizando la temporada con dos goles en su haber.
Su buen oficio no impidió el descenso del Rayo Vallecano de Madrid, no obstante, fue elegido por la afición como el mejor jugador de la temporada y galardonado con el premio Michel I de Vallecas. Pero el premio mayor fue la llamada de Vicente del Bosque con la selección absoluta que le permitió debutar con la elástica roja en un amistoso.

### Málaga C. F.
Finalizada la temporada regresó al Real Madrid Club de Fútbol. A pesar de los rumores sobre una posible salida de Nacho, el equipo blanco comunicó a Diego que buscara un equipo en el que seguir formándose.
El 6 de julio de 2016 rubricó en La Rosaleda su cesión por el Málaga C. F. durante la temporada 2016-17. Debutó en un encuentro amistoso ante el Algeciras Club de Fútbol el 16 de julio. El conjunto malagueño se impuso por un resultado de 0 a 4. En la misma pretemporada, el Málaga se hizo con el Trofeo Costa del Sol y Trofeo Ramón de Carranza. Pese a su corta edad ha sido uno de los pilares del Málaga jugando la mayoría de los partidos tanto en el medio del campo como en el eje central de la defensa, así ha hecho posible que el Málaga haga un final de temporada de ensueño acabando en la undécima posición y con buenas expectativas para la siguiente temporada.

### Real Sociedad
Firmó con la Real Sociedad el 26 de junio de 2017 por 5 temporadas, a cambio de unos 6 millones de euros. Debuta con su nuevo club de manera oficial en la tercera jornada de liga ante el Deportivo de La Coruña sustituyendo a Íñigo Martínez y anotando un gol nada más salir en la victoria por 2-4. Cuatro días después, debutó como titular en la Liga Europa de la UEFA en la goleada por 4-0 ante el Rosenborg BK, anotando además el primer doblete de su carrera.
El 29 de noviembre en la Copa del Rey en un partido ante el Lleida Esportiu, en el que la Real fue eliminada por un rival de Segunda B tras ir ganando por 3-0 en el global de la eliminatoria a falta de 30 minutos, para finalmente caer por la regla del gol de visitante, Llorente volvió a anotar un gol, convirtiéndose de esa manera en el único central capaz de marcar en todas las competiciones.
Acabó la temporada como el central más utilizado del equipo. Jugó 34 partidos en total y anotando 7 goles.

### Inglaterra e Italia
El 22 de septiembre de 2020 se confirmó su fichaje por el Leeds United F. C. de la Premier League para ponerse a las órdenes de Marcelo Bielsa, a cambio de 20 millones de euros. De esa cantidad, 4 millones irían para el Real Madrid C. F., que se guardó una opción del 30% de la plusvalía de una futura venta.
El 31 de enero de 2023, después de dos temporadas y media en Inglaterra, fue cedido, con opción de compra, a la A. S. Roma hasta el mes de junio. Allí se iba a reencontrar con José Mourinho, el entrenador que le hizo debutar con el Real Madrid. Disputó doce partidos y en julio ambos clubes acordaron extender la cesión un año más.

### Regreso a España
El 9 de julio de 2024 se hizo oficial su vuelta al fútbol español tras ser traspasado al Real Betis Balompié y firmar un contrato hasta 2028.

## Selección nacional

### Categorías inferiores
El jugador fue convocado por la selección sub-20 de España para disputar la Copa Mundial de 2013 celebrada en Turquía. Su debut en partido oficial con la categoría se produjo en el primer partido de la fase de grupos donde el combinado español logró la victoria por 1-4 frente a la selección estadounidense. El jugador disputó los últimos quince minutos del encuentro entrando en sustitución de su compañero de club Derik Osede.

### Selección absoluta
El 29 de mayo de 2016 vio cumplido uno de sus sueños al debutar en un amistoso previo a la Eurocopa 2016 con la selección absoluta. El entrenador que le dio la oportunidad fue Vicente del Bosque y el equipo al que se enfrentó fue Bosnia y Herzegovina.

#### Participaciones en Eurocopas
| Eurocopa      | Sede   | Resultado   | Partidos | Goles |
| ------------- | ------ | ----------- | -------- | ----- |
| Eurocopa 2020 | Europa | Semifinales | 0        | 0     |

## Estadísticas

### Clubes
Actualizado al último partido disputado el 13 de abril de 2025.
| Club                          | Div.          | Temporada     | Liga  | Liga  | Liga   | Copas nacionales | Copas nacionales | Copas nacionales | Torneos internacionales | Torneos internacionales | Torneos internacionales | Total | Total | Total  | Media goleadora |
| Club                          | Div.          | Temporada     | Part. | Goles | Asist. | Part.            | Goles            | Asist.           | Part.                   | Goles                   | Asist.                  | Part. | Goles | Asist. | Media goleadora |
| ----------------------------- | ------------- | ------------- | ----- | ----- | ------ | ---------------- | ---------------- | ---------------- | ----------------------- | ----------------------- | ----------------------- | ----- | ----- | ------ | --------------- |
| Real Madrid "C" · España      | 2.ª B         | 2012-13       | 29    | 1     | 1      | —                | —                | —                | —                       | —                       | —                       | 29    | 1     | 1      | 0.03            |
| Real Madrid "C" · España      | Total club    | Total club    | 29    | 1     | 1      | 0                | 0                | 0                | 0                       | 0                       | 0                       | 29    | 1     | 1      | 0.03            |
| Real Madrid Castilla · España | 2.ª           | 2012-13       | 1     | 0     | 0      | —                | —                | —                | —                       | —                       | —                       | 1     | 0     | 0      | 0               |
| Real Madrid Castilla · España | 2.ª           | 2013-14       | 31    | 1     | 0      | —                | —                | —                | —                       | —                       | —                       | 31    | 1     | 0      | 0.03            |
| Real Madrid Castilla · España | 2.ª B         | 2014-15       | 31    | 2     | 0      | —                | —                | —                | —                       | —                       | —                       | 31    | 2     | 0      | 0.06            |
| Real Madrid Castilla · España | Total club    | Total club    | 63    | 3     | 0      | 0                | 0                | 0                | 0                       | 0                       | 0                       | 63    | 3     | 0      | 0.05            |
| Real Madrid · España          | 1.ª           | 2012-13       | 1     | 0     | 0      | 0                | 0                | 0                | 0                       | 0                       | 0                       | 1     | 0     | 0      | 0               |
| Real Madrid · España          | 1.ª           | 2013-14       | 1     | 0     | 0      | 0                | 0                | 0                | 0                       | 0                       | 0                       | 1     | 0     | 0      | 0               |
| Real Madrid · España          | 1.ª           | 2014-15       | 0     | 0     | 0      | 1                | 0                | 0                | 0                       | 0                       | 0                       | 1     | 0     | 0      | 0               |
| Real Madrid · España          | Total club    | Total club    | 2     | 0     | 0      | 1                | 0                | 0                | 0                       | 0                       | 0                       | 3     | 0     | 0      | 0               |
| Rayo Vallecano · España       | 1.ª           | 2015-16       | 33    | 2     | 0      | 4                | 0                | 0                | ―                       | ―                       | ―                       | 37    | 2     | 0      | 0.05            |
| Rayo Vallecano · España       | Total club    | Total club    | 33    | 2     | 0      | 4                | 0                | 0                | 0                       | 0                       | 0                       | 37    | 2     | 0      | 0.05            |
| Málaga C. F. · España         | 1.ª           | 2016-17       | 25    | 2     | 0      | 2                | 0                | 0                | ―                       | ―                       | ―                       | 27    | 2     | 0      | 0.07            |
| Málaga C. F. · España         | Total club    | Total club    | 25    | 2     | 0      | 2                | 0                | 0                | 0                       | 0                       | 0                       | 27    | 2     | 0      | 0.07            |
| Real Sociedad · España        | 1.ª           | 2017-18       | 27    | 3     | 0      | 1                | 1                | 1                | 6                       | 3                       | 0                       | 34    | 7     | 1      | 0.21            |
| Real Sociedad · España        | 1.ª           | 2018-19       | 21    | 0     | 0      | 2                | 0                | 0                | ―                       | ―                       | ―                       | 23    | 0     | 0      | 0               |
| Real Sociedad · España        | 1.ª           | 2019-20       | 29    | 1     | 0      | 1                | 0                | 0                | ―                       | ―                       | ―                       | 30    | 1     | 0      | 0.03            |
| Real Sociedad · España        | 1.ª           | 2020-21       | 1     | 0     | 0      | 0                | 0                | 0                | ―                       | ―                       | ―                       | 1     | 0     | 0      | 0               |
| Real Sociedad · España        | Total club    | Total club    | 78    | 4     | 0      | 4                | 1                | 1                | 6                       | 3                       | 0                       | 88    | 8     | 1      | 0.09            |
| Leeds United Inglaterra       | 1.ª           | 2020-21       | 15    | 1     | 0      | 0                | 0                | 0                | ―                       | ―                       | ―                       | 15    | 1     | 0      | 0.07            |
| Leeds United Inglaterra       | 1.ª           | 2021-22       | 28    | 3     | 0      | 3                | 0                | 0                | ―                       | ―                       | ―                       | 31    | 3     | 0      | 0.1             |
| Leeds United Inglaterra       | 1.ª           | 2022-23       | 8     | 0     | 0      | 5                | 0                | 0                | ―                       | ―                       | ―                       | 13    | 0     | 0      | 0               |
| Leeds United Inglaterra       | Total club    | Total club    | 51    | 4     | 0      | 8                | 0                | 0                | 0                       | 0                       | 0                       | 59    | 4     | 0      | 0.07            |
| A. S. Roma · Italia           | 1.ª           | 2022-23       | 9     | 0     | 0      | 0                | 0                | 0                | 3                       | 0                       | 0                       | 12    | 0     | 0      | 0               |
| A. S. Roma · Italia           | 1.ª           | 2023-24       | 29    | 1     | 1      | 1                | 0                | 0                | 11                      | 0                       | 1                       | 41    | 1     | 2      | 0.02            |
| A. S. Roma · Italia           | Total club    | Total club    | 38    | 1     | 1      | 1                | 0                | 0                | 14                      | 0                       | 1                       | 53    | 1     | 2      | 0.02            |
| Real Betis Balompié · España  | 1.ª           | 2024-25       | 30    | 2     | 0      | 2                | 0                | 0                | 10                      | 0                       | 0                       | 42    | 2     | 0      | 0.05            |
| Real Betis Balompié · España  | Total club    | Total club    | 30    | 2     | 0      | 2                | 0                | 0                | 10                      | 0                       | 0                       | 42    | 2     | 0      | 0.02            |
| Total carrera                 | Total carrera | Total carrera | 349   | 19    | 2      | 21               | 1                | 1                | 30                      | 3                       | 1                       | 400   | 23    | 4      | 0.06            |
| 1. 2. 3.                      |               |               |       |       |        |                  |                  |                  |                         |                         |                         |       |       |        |                 |

### Selecciones
Actualizado al último partido jugado el 2 de julio de 2013.
| Selección | Temporada     | Europeo (1) | Europeo (1) | Europeo (1) | Mundial (2) | Mundial (2) | Mundial (2) | Amistosos | Amistosos | Amistosos | Total | Total | Total  | Media goleadora |
| Selección | Temporada     | Part.       | Goles       | Asist.      | Part.       | Goles       | Asist.      | Part.     | Goles     | Asist.    | Part. | Goles | Asist. | Media goleadora |
| --- | ------------- | ----------- | ----------- | ----------- | ----------- | ----------- | ----------- | --------- | --------- | --------- | ----- | ----- | ------ | --------------- |
| Sub-20 · España | 2012-13       | -           | -           | -           | 3           | 0           | 0           | 4         | 0         | 0         | 7     | 0     | 0      | 0               |
| Sub-20 · España | Total         | 0           | 0           | 0           | 3           | 0           | 0           | 4         | 0         | 0         | 7     | 0     | 0      | 0               |
| Total carrera | Total carrera | 0           | 0           | 0           | 3           | 0           | 0           | 4         | 0         | 0         | 7     | 0     | 0      | 0               |
| (1) Incluye datos de las fases de clasificación para los campeonatos de Europa. (2) Incluye datos de las fases de clasificación para los campeonatos del Mundo. Incluidos los datos de los Juegos Olímpicos. |               |             |             |             |             |             |             |           |           |           |       |       |        |                 |

#### Participaciones en fases finales
| Competición  | Selección | Sede    | Resultado       | PJ | Goles |
| ------------ | --------- | ------- | --------------- | -- | ----- |
| Mundial 2013 | Sub-20    | Turquía | Cuartofinalista | 3  | 0     |

## Palmarés

### Campeonatos nacionales
| Título       | Club              | País   | Año     |
| ------------ | ----------------- | ------ | ------- |
| Copa del Rey | Real Madrid C. F. | España | 2013-14 |
| Copa del Rey | Real Sociedad     | España | 2019-20 |

### Distinciones individuales
| Distinción                                                                     | Año     |
| ------------------------------------------------------------------------------ | ------- |
| Candidato a Mejor Lateral Derecho por los premios Fútbol Draft (lista de 132)  | 2013    |
| Integrante del once de oro como central izquierdo por los premios Fútbol Draft | 2014    |
| Premio Michel I de Vallecas                                                    | 2015-16 |
| Jugador revelación de la Liga por UEFA.com                                     | 2015-16 |